# Stopka redakcyjna

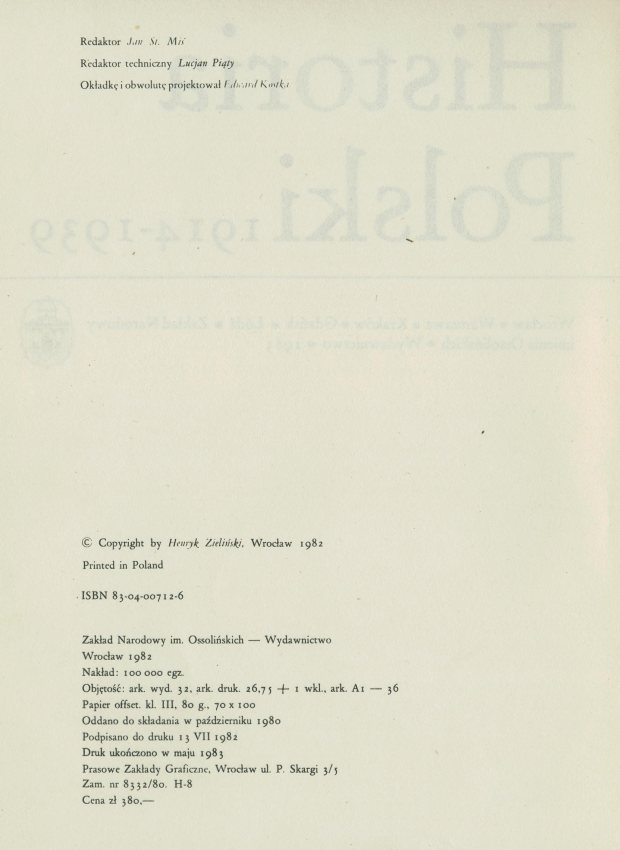
Stopka redakcyjna książki na odwrocie jej strony tytułowej

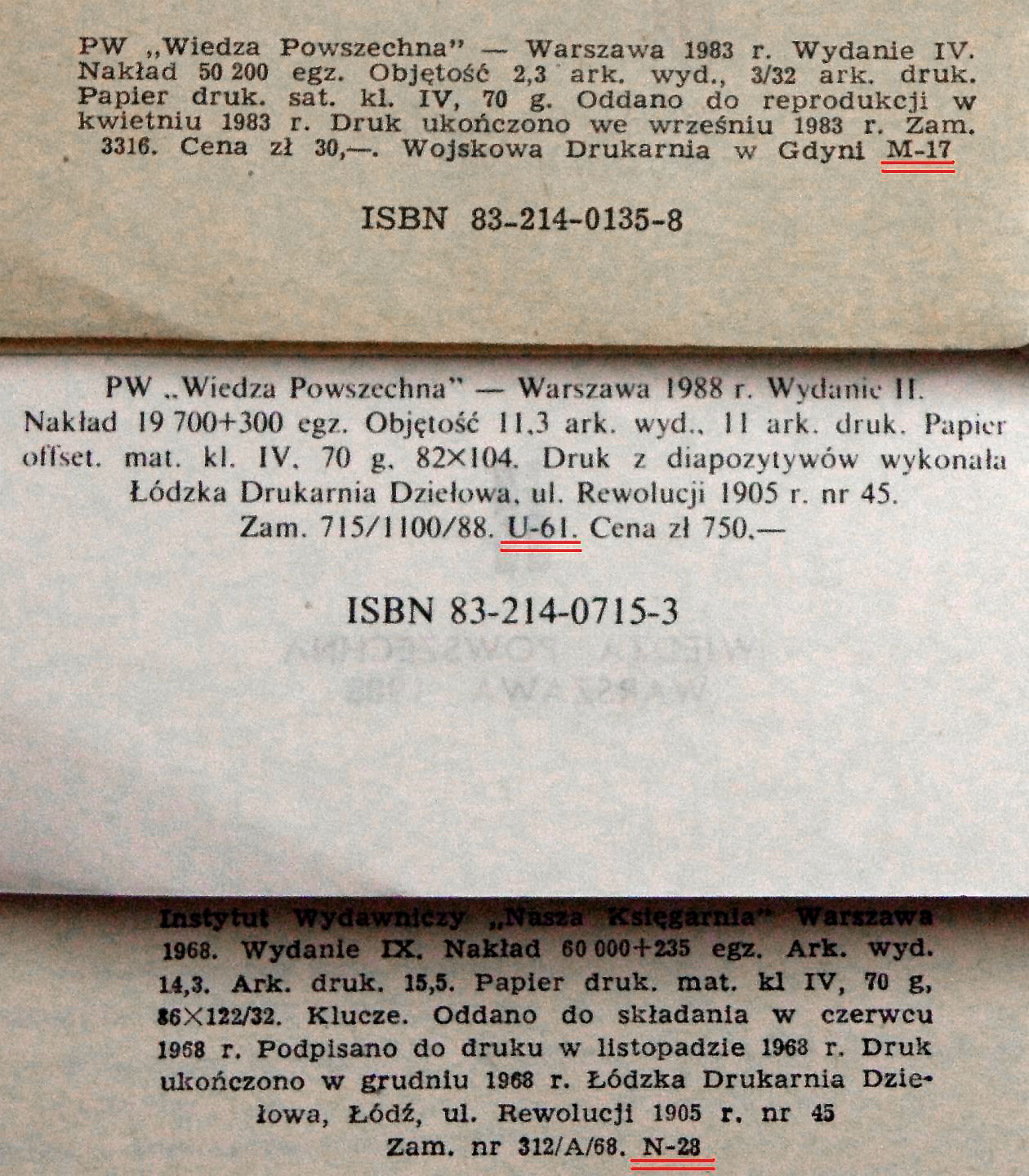
Stopki redakcyjne trzech książek opublikowanych w okresie PRL. Podkreślone sygnatury cenzorów z Głównego Urzędu Kontroli Prasy, Publikacji i Widowisk.

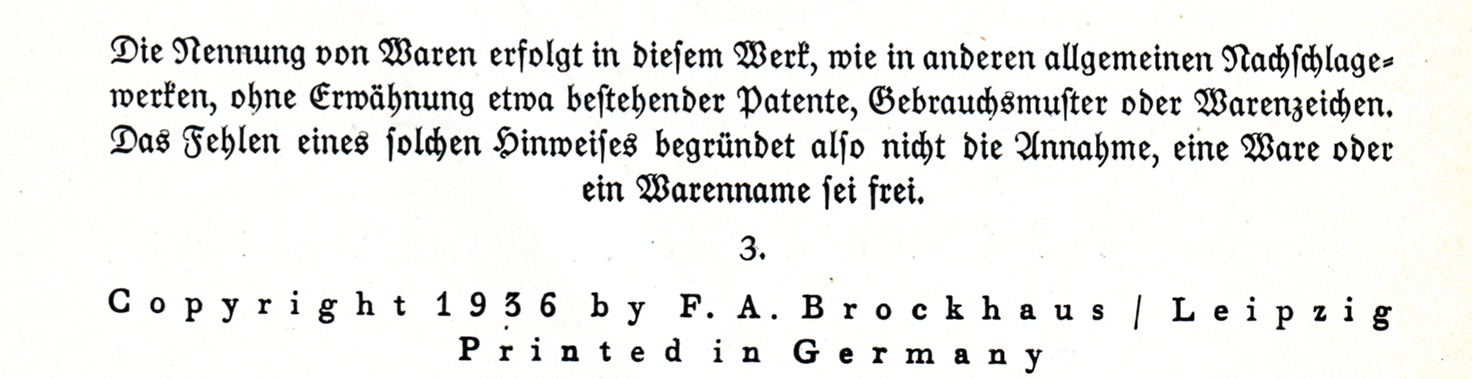
Informacja o prawach autorskich w stopce encyklopedii "Der Neue Brockhaus"

Stopka redakcyjna (wydawnicza), impressum – informacja o składzie redakcji, adresie, telefonach, adresie e-mail itp. Stopka jest wyodrębniona graficznie i umieszczana zwykle u dołu ostatniej kolumny czasopisma. Stopką redakcyjną (wydawniczą) nazywa się także dane wydawnicze i drukarskie, znajdujące się zwykle na odwrocie strony tytułowej lub na końcu książek.
W stopce redakcyjnej mogą też znaleźć się informacje na temat praw autorskich wydawnictwa.
W wydawnictwach firmowanych przez Kościół katolicki oraz w książkach i czasopismach wydawanych w Polsce przed 1990 umieszczana bywała także adnotacja cenzury (albo cenzury kościelnej) dopuszczająca wydawnictwo do druku (imprimatur).